# Vernix
Vernix é uma comuna francesa na região administrativa da Normandia, no departamento Mancha. Estende-se por uma área de 5,96 km². Em 2010 a comuna tinha 159 habitantes (densidade: 26,7 hab./km²).